# Elektrougli
Elektrougli (ru. Электроу́гли) este un oraș din Regiunea Moscova, Federația Rusă și are o populație de 16.717 locuitori.